# Drop (SQL)
DROP – polecenie SQL do usuwania obiektów w systemie zarządzania relacyjną bazą danych. 
Składnia ogólna:
```
DROP
 
[
typ
 
obiektu
]
 
[
nazwa
 
obiektu
]
 
{
opcje
}

```

Poleceniem tym usuwane są różne typy obiektów w bazie danych m.in.
- tabele

składnia SQL:
```
DROP
 
TABLE
 
[
nazwa
 
obiektu
]
 
{
RESTRICT
 
|
 
CASCADE
}

```

gdzie opcje RESTRICT lub CASCADE nie są obowiązkowe. Kiedy użyjemy opcji RESTRICT, wtedy jeśli tabela nie jest powiązana z definicją perspektywy i więzów spójności, to zostanie wykonane 
polecenie DROP TABLE [nazwa obiektu] RESTRICT. W przeciwnym przypadku polecenie nie zostanie wykonane. Natomiast jeśli użyjemy opcji CASCADE to polecenie DROP na tabeli, wymusi skasowanie perspektyw powiązanych z tabelą kasowaną i wszystkich więzów spójności odnoszących się do tej tabeli. Domyślnie, jeśli nie podano opcji przy kasowaniu tabeli to polecenie wykonywane jest z niejawną opcją RESTRICT.

przykład:

Przykładowo jeśli chcemy usunąć tabelę o nazwie klienci to wydajemy instrukcję:
```
DROP
 
TABLE
 
klienci
;

```

W wyniku tego nastąpi usunięcie tabeli klienci z bazy danych.
- dziedziny

składnia SQL:
```
DROP
 
DOMAIN
 
[
nazwa
 
obiektu
]
 
{
RESTRICT
 
|
 
CASCADE
}

```

- widoki

składnia SQL:
```
DROP
 
VIEW
 
[
nazwa
 
obiektu
]
 
{
RESTRICT
 
|
 
CASCADE
}

```